# Социальная смерть
Социальная смерть — процесс и результат самоустранения и/или исключения социального субъекта из жизни социума.
Главными признаками социальной смерти является:
- потеря свободы как необходимого условия для самореализации;
- потеря социальной идентичности, которая ведет к невозможности самоопределения;
- отрицание личностью общепринятых норм и ценностей;
- осознанный отказ от взаимодействия в сфере общественной жизни.

Социальная смерть проявляется на разных уровнях общественной жизни.
- На микроуровне — в малых группах, когда происходит разрыв связей между людьми, например, вытеснение из коллектива, уход из семьи и т. д.
- На мезоуровне связи между субъектами практически отсутствуют. Это могут быть бродяжничество, вынужденная робинзонада, отстраненность.